# Pardosa shuangjiangensis
Pardosa shuangjiangensis là một loài nhện trong họ Lycosidae.
Loài này thuộc chi Pardosa. Pardosa shuangjiangensis được Chang-Min Yin et al miêu tả năm 1997..